# Kleingebiet Győr
Das Kleingebiet Győr (ungarisch Győri kistérség) war bis Ende 2012 eine ungarische Verwaltungseinheit (LAU 1) innerhalb des Komitats Győr-Moson-Sopron in Westtransdanubien. Im Zuge der Verwaltungsreform gingen zum Jahresanfang 2013 alle 27 Ortschaften in den gleichnamigen nachfolgenden Kreis Győr (ungarisch Győri járás) über, der um jeweils 3 Ortschaften aus dem  Kleingebiet Csorna und dem  Kleingebiet Tét sowie um je eine Ortschaft aus dem Kleingebiet Mosonmagyaróvár und dem Kleingebiet Pannonhalma erweitert wurde.
Ende 2012 zählte das Kleingebiet auf 742,56 km² Fläche 180.333 Einwohner. Das bevölkerungsreichste Kleingebiet hatte mit 243 Einwohnern/km² auch die höchste Bevölkerungsdichte.
Der Verwaltungssitz befand sich in der einzigen Stadt Győr. Die Stadt ist einem Komitat gleichgestellt (Megyei jogú város). 

## Ortschaften
| Abda         | Bőny       | Börcs      | Dunaszeg       | Dunaszentpál |
| Enese        | Gönyű      | Győr       | Győrladamér    | Győrújbarát  |
| Győrújfalu   | Győrzámoly | Ikrény     | Kisbajcs       | Koroncó      |
| Kunsziget    | Mezőörs    | Nagybajcs  | Nagyszentjános | Nyúl         |
| Öttevény     | Pér        | Rábapatona | Rétalap        | Töltéstava   |
| Vámosszabadi | Vének      |            |                |              |